# EMG-81

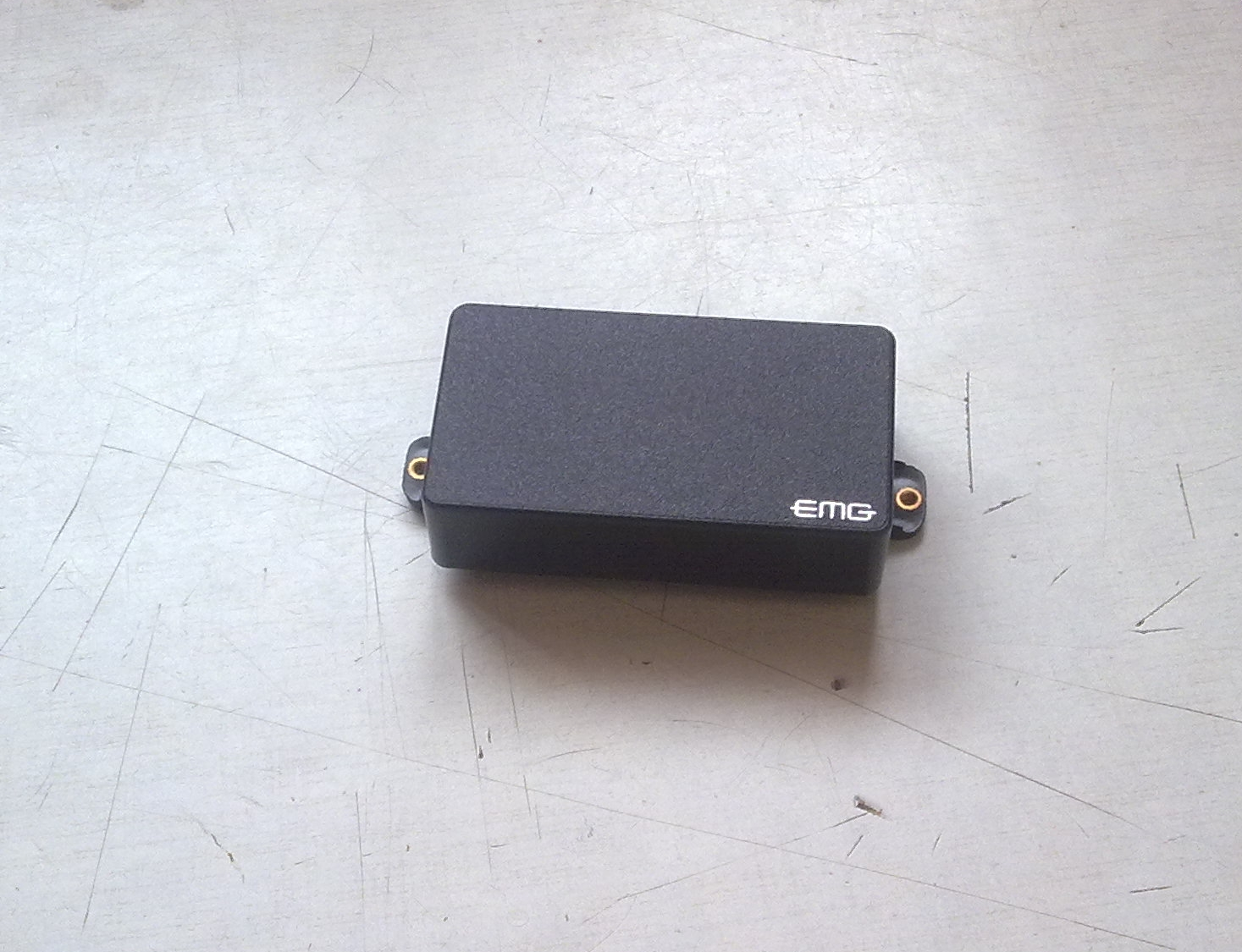
EMG-81

EMG-81 — активный гитарный звукосниматель с мощным выходным сигналом. Первоначально был разработан специально для соло-гитаристов, но позже стал широко использоваться и для ритм-партий. EMG-81 разработан в 1979 году вместе с EMG-85, но появился в продаже лишь в 1981 году. 
EMG-81 имеет типичную конструкцию хамбакера со стальными рельсовыми сердечниками и керамическим магнитом. Это сочетание обеспечивает мощный овердрайв. Звукоснимателями EMG-81 пользуются такие гитаристы, как Джеймс Рут (Slipknot), Кирк Хэммет (Metallica), Керри Кинг (Slayer), Закк Вайлд (Black Label Society, Ozzy Osbourne).
Звукосниматель EMG 81 по сей день является лидером для игроков тяжелого металла. 
Также важная особенность EMG-81 — это практически полное отсутствие фоновых шумов.
Звукосниматель рекомендуется использовать в паре EMG 81 / EMG 85 и EMG 81 / EMG 60.

## Спецификации[2]
- Цвет корпуса: чёрный, белый, слоновая кость, хромированный, золотой
- Цвет логотипа: серебро (в чёрном корпусе)
- Тип магнита: керамика/сталь
- Частота резонанса: 2,00 кГц
- Выходное напряжение (RMS): 2,0 В
- Выходное напряжение (пиковое): 4,5 В
- Выходной шум: −91 дб/В
- Выходной импеданс: 10 кОм
- Сила тока при 9V: 80 мкА
- Длительность работы батарейки (щелочной): 3000 часов
- Максимальное напряжение питания: 27 В

### Комплектация
- эксклюзивный кабель EMG для быстрого подключения (Quick-Connect)
- регулятор громкости и тона для прямого монтажа (уже предварительно спаяны)
- гнездо звукового выхода
- клипса батареи аккумуляторов
- болты и пружины

## Модификация на 18В
Источник питания в EMG 81 может быть с 9В на 18В простым добавлением ещё одной батареи на 9В в цепь. В результате перехода на 18В чистый звук гитары передаётся менее перегруженным, делая его чище.

## Модификации
Комплекты поставок всех модификаций идентичны EMG-81.
- EMG-81X — этот звукосниматель сохранил прозрачность и мощь звучания EMG-81, получив в то же время больше объёма, насыщенности и естественности звука. В этой модели датчика стоит новый предусилитель, отличный от EMG-81. Звук характеризуется сустейном и яркими высокими частотами.

- EMG-81TW — звукосниматель с новой конструкцией — два датчика в одном. Содержит двойной внутренний предусилитель (один настроенный для режима «сингл (single-coil)», а другой для режима «хамбакер»). Конструкция «два в одном» обеспечивает максимальную гибкость, сохраняя агрессивность оригинального 81-го хамбакера, плюс новый сингл, дающий чёткий и прозрачный тон. Push-pull потенциометр позволяет быстро переключаться из одного режима в другой. Всё это вместе даёт EMG-81TW два различных звучания, используя хорошо известную технологию подавления шумов в обоих режимах. >Стандартные хамбакеры EMG имеют толщину 0.9", а 81TW — 1.1".[1]

- EMG-81TW-R — нековая версия звукоснимателя EMG-81TW.

- EMG-81-7 — версия для семиструнной гитары.